# Margaret Cole

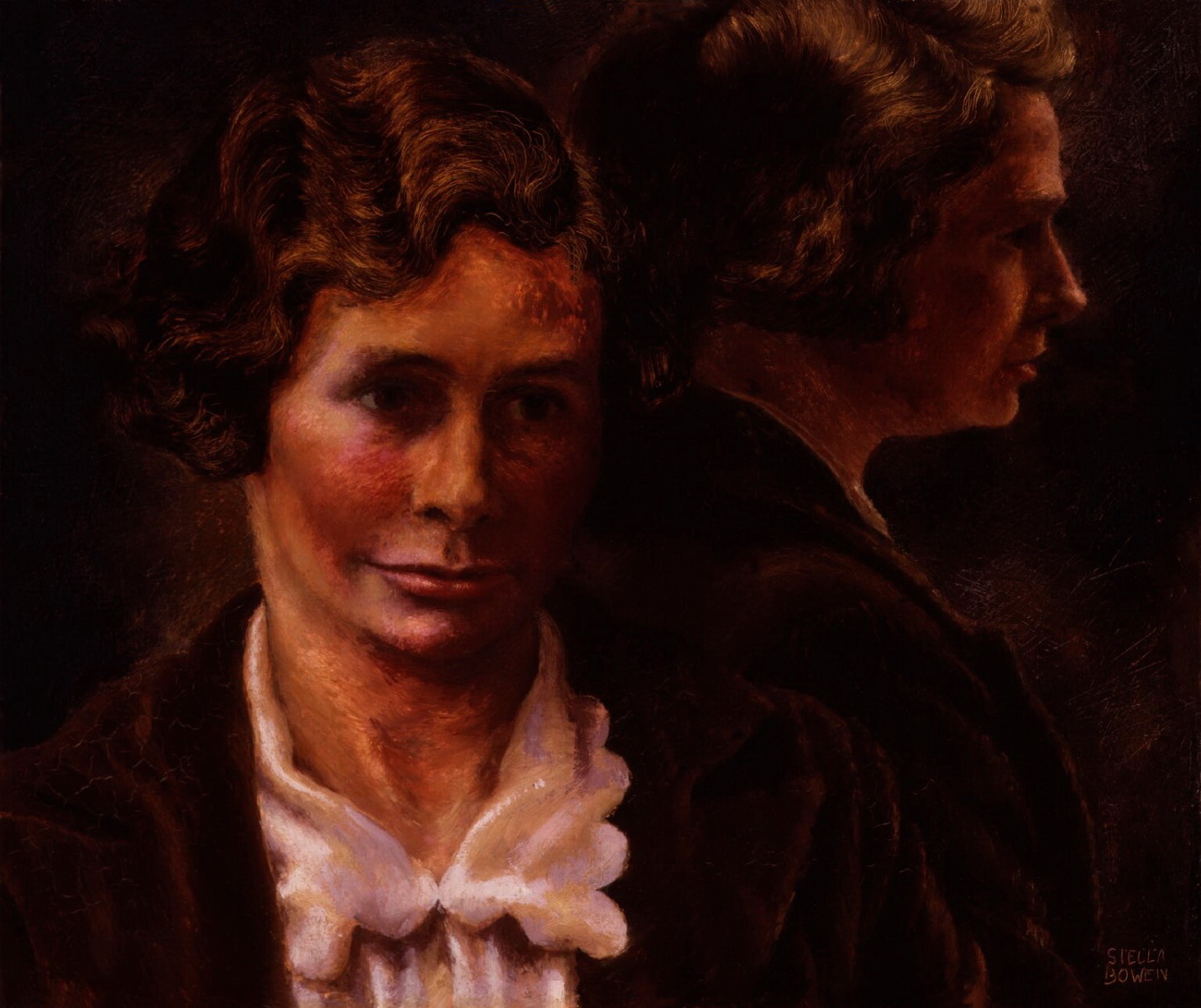
Margaret Cole um 1944/1945, gemalt von ihrer Freundin Stella Bowen. National Portrait Gallery, London

Dame Margaret Isabel Cole DBE (geborene Postgate, * 6. Mai 1893 in Cambridge; † 7. Mai 1980 in Goring-on-Thames, Oxfordshire) war eine britische Sozialistin, Politikerin, Autorin und Dichterin. Sie hatte leitende Positionen in der Fabian Society und in der Stadtregierung Londons.

## Leben

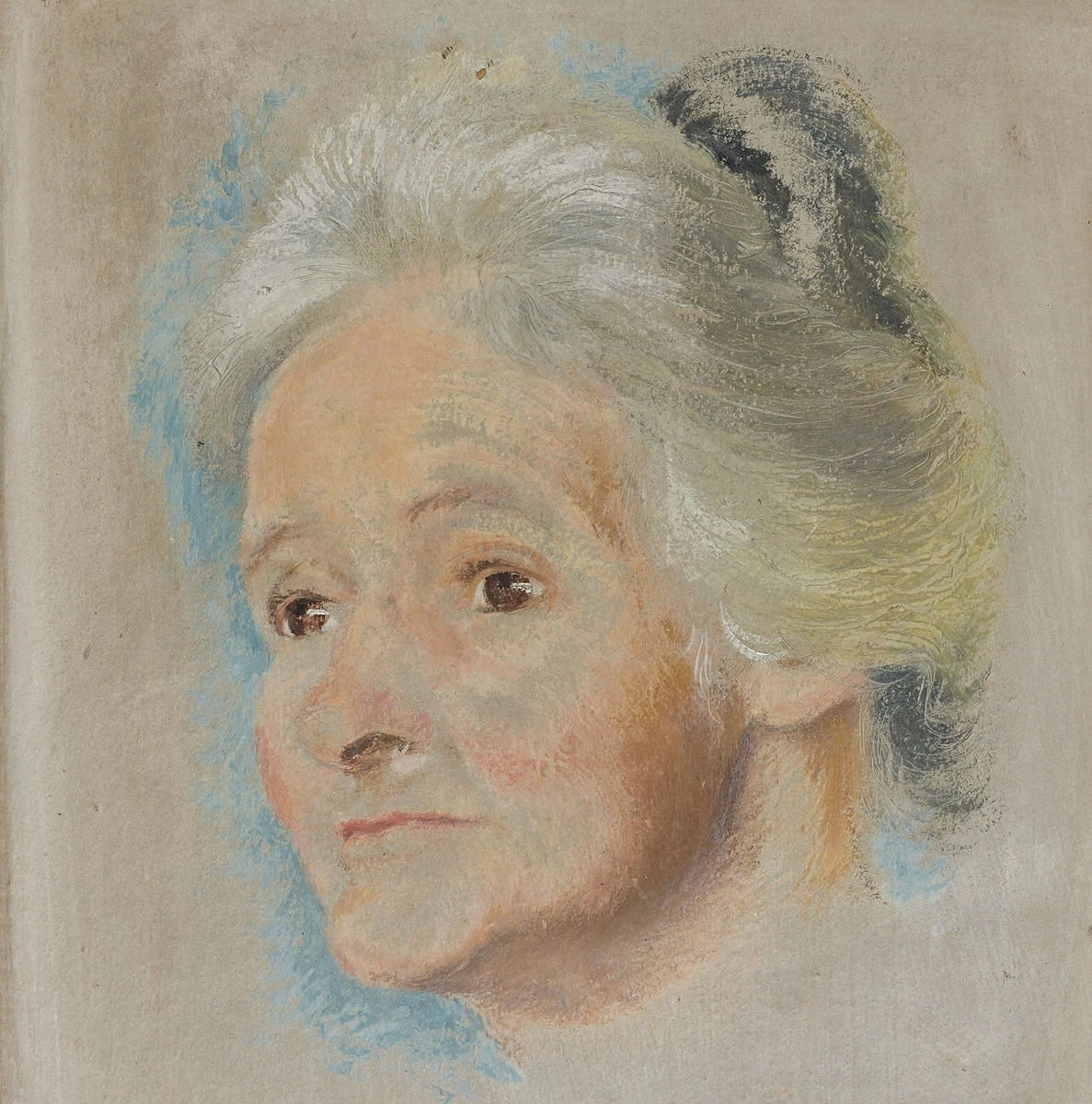
Ihre Mutter, Edith Ellen Postgate. Stella Bowen

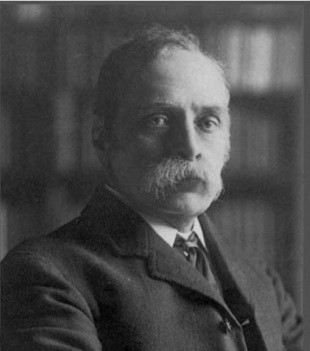
Margarets Vater, John Percival Postgate

### Vor dem Ersten Weltkrieg
Margaret Cole wurde am 6. Mai 1893 in Cambridge geboren, als Tochter von John Percival Postgate (Dozent am Trinity College und später Professor an der University of Liverpool) und Edith Ellen. Sie hatte fünf jüngere Geschwister: eine Schwester und vier Brüder.
Margaret besuchte die Roedean School und studierte später Klassische Altertumswissenschaft am Girton College. Während ihres Studiums las sie Bücher von Autoren wie H. G. Wells und George Bernard Shaw, was bei ihr zu sozialistischen Überzeugungen führte. Nachdem sie das Studium 1914 beendet hatte (in Cambridge blieb Frauen bis 1947 der formelle Abschluss versagt), unterrichtete sie zwei Jahre lang Klassische Altertumswissenschaft an der St Paul’s Girls’ School.

### Erster Weltkrieg und Zwischenkriegszeit

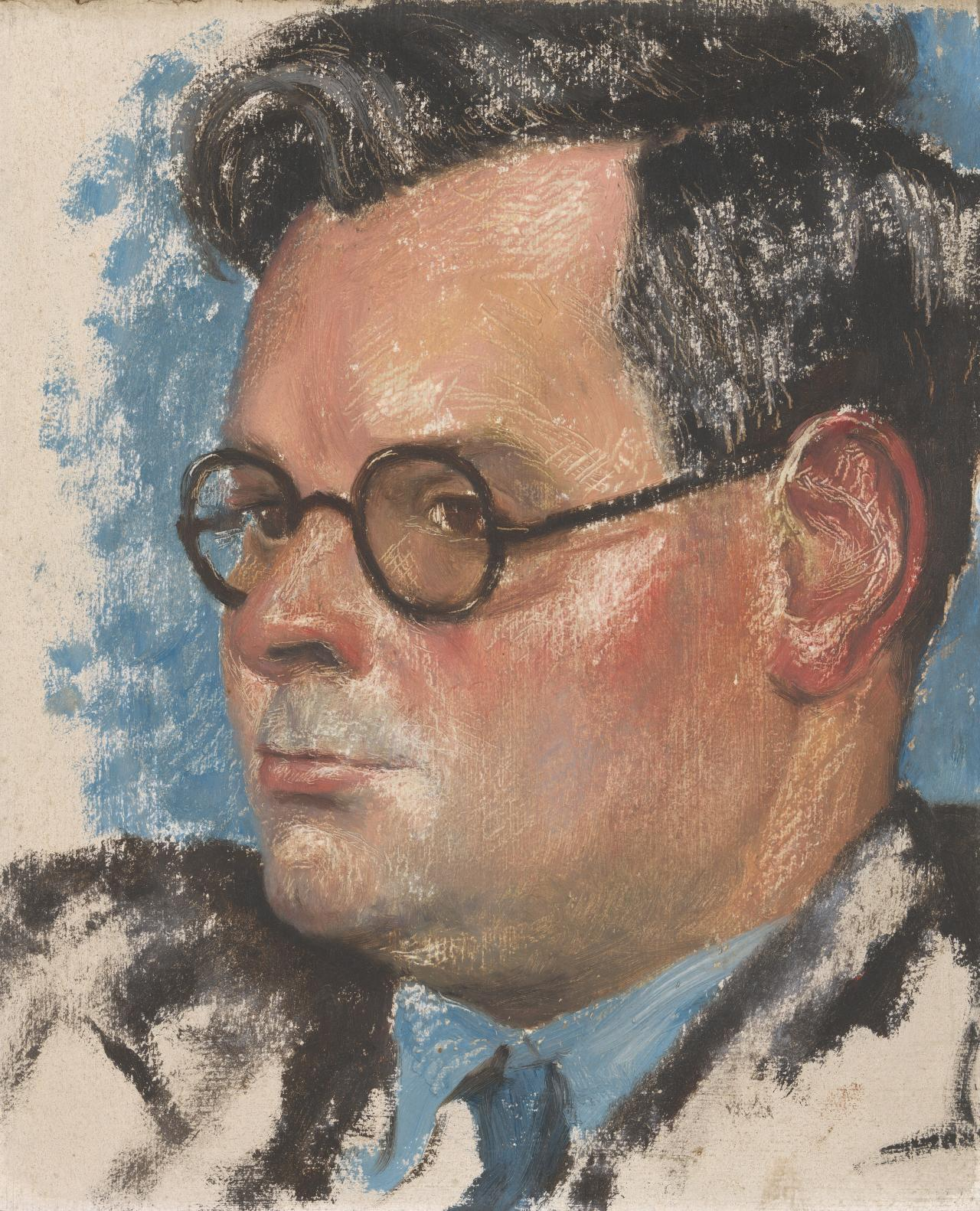
Raymond Postgate, 1934, gemalt von Stella Bowen. National Gallery of Victoria, Melbourne

Während des Ersten Weltkriegs half sie, neben einer Kampagne gegen Wehrpflicht, ihrem Bruder Raymond Postgate den Status eines Kriegsdienstverweigerers aus Gewissensgründen zu erreichen. Raymond wurde aber nur der Status eines Nichtkombattant gewährt, der in der Armee dient. Da er dies ablehnte, wurde er verhaftet. In dieser Zeit schrieb Margaret das Gedicht The Falling Leaves, das 1918 zusammen mit anderen Werken wie Afterwards und Præmaturi in der Gedichtsammlung Margaret Postgate’s Poems veröffentlicht wurde.
Margaret trat der Fabian Society bei, in der sie im Fabian Research Department arbeitete. Dort traf sie 1916 George Douglas Howard Cole, den sie zwei Jahre später heiratete. Die beiden arbeiteten zusammen in der Fabian Society, bis sie 1924 nach Oxford zogen, wo sie im Labour Research Department tätig waren. Wenig später wurde Margaret Cole Korrespondentin des Manchester Guardian und Dozentin am University College Oxford. Sie war befreundet mit Beatrice Webb.
1931 gründeten Margaret und ihr Mann die Society for Socialist Inquiry and Propaganda, welche später in Socialist League umbenannt wurde. Ein Jahr später gründeten die beiden auch das New Fabian Research Bureau.

### Späteres Leben und Tod
1941 wurde Margaret Cole auf Antrag von Herbert Stanley Morrison in das Bildungskomitee des London County Council aufgenommen, wo sie sich für die Einführung der Integrierten Gesamtschule einsetzte. Von 1952 bis 1965 war sie Alderman (Ratsmitglied) des London County Council. Sie wurde 1965 als Officer des Order of the British Empire und 5 Jahre später als Dame Commander desselben Ordens geadelt. Margaret Cole starb am 7. Mai 1980, einen Tag nach ihrem 87. Geburtstag, in Goring-on-Thames, Oxfordshire.

## Schriften
Detektivgeschichten (alle zusammen mit ihrem Mann geschrieben)
- The Death of a Millionaire, 1925
- The Blatchington Tangle, 1926
- The Murder at Crome House, 1927
- The Man from the River, 1928
- Superintendent Wilson’s Holiday, 1928
- Poison in the Garden Suburb aka Poison in a Garden Suburb, 1929
- Burglars in Bucks aka The Berkshire Mystery, 1930
- Corpse in Canonicalsaka The Corpse in the Constable’s Garden, 1930
- The Great Southern Mystery aka The Walking Corpse, 1931
- Dead Man’s Watch, 1931
- Death of a Star, 1932
- A Lesson in Crime, 1933
- The Affair at Aliquid, 1933
- End of an Ancient Mariner, 1933
- Death in the Quarry, 1934
- Big Business Murder, 1935
- Dr Tancred Begins, 1935
- Scandal at School aka The Sleeping Death, 1935
- Last Will and Testament, 1936
- The Brothers Sackville, 1936
- Disgrace to the College, 1937
- The Missing Aunt, 1937
- Mrs Warrender’s Profession, 1938
- Off with her Head!, 1938
- Double Blackmail, 1939
- Greek Tragedy, 1940
- Wilson and Some Others, 1940
- Murder at the Munition Works, 1940
- Counterpoint Murder, 1940
- Knife in the Dark, 1941
- Toper’s End, 1942
- Death of a Bride, 1945
- Birthday Gifts, 1946
- The Toys of Death, 1948

Gedichte (Auswahl)
- The Falling Leaves, 1915
- Afterwards, 1918
- Præmaturi, 1918
- The Veteran, 1918

Bücher (Auswahl)
- Margaret Postgate’s Poems (Gedichtsammlung), 1918
- The New Economic Revolution, 1938
- Marriage Past and Present, 1938
- Makers of the Labour Movement, Longmans, Green and Co., London 1948
- Growing up into Revolution, 1949
- Servant of the County, 1958
- The Story of Fabian Socialism, 1961
- The Life of G. D. H. Cole, 1971, ISBN 0-333-00216-4